# Hwange
Hwange (tidligere kendt som Wankie) er en by i den vestlige del af Zimbabwe, med et indbyggertal på cirka 42.000. Byens primære beskæftigelseskilde er minedrift af kul, og er desuden et vigtigt turistcentrum i landet.